# Автошлях Т 2558
Автошля́х Т 2558 — автомобільний шлях територіального значення у Чернігівській області. Пролягає територією Корюківського району через Корюківку — Гуринівку — Бреч. Загальна довжина — 7,8 км. Відповідно до постанови Кабінету Міністрів України від 30 січня 2019 року шлях був скасований, він увійшов до складу новоутвореного шляху регіонального значення Р83.

## Маршрут
Автошлях проходить через такі населені пункти:
| Автошлях Т 2558      |                          |
| Чернігівська область |                          |
| Корюківський район   |                          |
| Корюківка            | Т 2512Т 2534Т 2536Т 2557 |
| Гуринівка            |                          |
| Бреч                 |                          |